# Yasmin Canli
Yasmin Canli (* 18. September 1984 in Köln) ist eine deutsche Schauspielerin.

## Beruflicher Werdegang
Yasmin Canli studierte von 2002 bis 2006 an der „Arturo Schauspielschule Köln“. 2005 war Yasmin Canli die Synchronstimme der Lujan in der argentinischen Telenovela Rebelde Way – Leb dein Leben und spricht auch weiterhin synchron für Kinofilme wie Briefe an Julia und Winter’s Bone sowie für diverse Videospiele (z. B. Nancy Drew, Majesty 2).
Von 2006 bis 2010 hatte Yasmin Canli fünf Folgen lang die Nebenrolle als „Uschi“ in der Sitcom Hausmeister Krause. Bekannt wurde Canli vor allem jedoch durch ihre Nebenrolle bei Alles was zählt, wo sie von 2006 bis 2008 die „Petra Wilke“ verkörperte. 2007 spielte sie eine der Hauptrollen in dem Stück Fragil! am Theater Köln. Die Serie hat Canli verlassen, da sie nach Los Angeles umzog. Dort besuchte sie 2008 die Comedy und Impro Schule „The Groundlings“ sowie 2009 das Lee Strasberg Theatre and Film Institute. Seit 2010 ist Canli Mitglied des "Ivana Chubbuck Studio" und studiert mit dem Celebrity Coach Ivana Chubbuck, die unter anderem Stars wie Oscarpreistraegerin Halle Berry und Eva Mendes coacht. Sie ist auf Theaterbühnen in Hollywood und in diversen Kurz- und Independentfilmen sowie in der Werbung tätig.
In den deutschen Kinos war sie zuletzt 2011 in Die Superbullen zu sehen. Im gleichen Jahr übernahm sie eine Rolle in dem amerikanischen Horrorfilm Der Exorzismus der Anneliese M. – Der Film. Im November 2013 drehte sie ihren ersten Western Film in Hollywood Western Religion, als Saloon-Mädchen Candy Kate.

## Filmografie (Auswahl)

### Kino
- 2011: Die Superbullen